# Gastropus stylifer
Gastropus stylifer is een raderdiertjessoort uit de familie Gastropodidae. De wetenschappelijke naam van deze soort is voor het eerst geldig gepubliceerd in 1891 door Imhof.